# ترخس سديمي
ترخس سديمي (الاسم العلمي:Trechus nebulosus) هو نوع من الحشرات يتبع جنس الترخس من فصيلة الخنافس الأرضية.